# Ісаєва Олена Олександрівна
Оле́на Олекса́ндрівна Іса́єва (нар. 21 липня 1967 року, Київ) — педагог, доктор педагогічних наук (2005), професор (2007), завідувач кафедри методики викладання іноземних мов і світової літератури НПУ. Співавторка підручників та посібників із зарубіжної літератури.

## Біографічні дані
Народилася 21 липня 1967 року в місті Києві в родині службовців — Олександра Георгійовича та Алли Петрівни Кончакових.
У 1988 році закінчила Київський педагогічний інститут. З 1988 по 1993 працювала вчителем. Працює з 1993 року в НПУ ім. М. Драгоманова: з 2008 року — завідувач кафедри методики викладання російської мови і світової літератури.
З вересня 2023 року — завідувач кафедри методики викладання іноземних мов і світової літератури.

## Наукова робота
Вивчає проблеми організації читацької діяльності учнів, розвитку мовлення школярів, застосування інноваційних технологій навчання. Співавторка підручників для середньої школи.
З 2004 року голова журі секції «Зарубіжна література» Всеукраїнського етапу конкурсу-захисту науково‐дослідних робіт Малої академії наук України.
З 2013 року голова журі відділення літературознавства, фольклористики і мистецтвознавства Всеукраїнського етапу конкурсу‐захисту науково‐дослідних робіт Малої академії наук України.
Авторка понад 250 наукових робіт, серед яких навчальні програми, підручники, посібники для учнів та вчителів, теоретичні і методичні розробки у фахових часописах.
Під її керівництвом захищено 5 кандидатських дисертацій та одна докторська. Була членом редколегії журналу «Всесвітня література в школах України».
Брала участь в розробці науково-методичного забезпечення для НУШ.

### Основні праці
За ЕСУ:
- Організація та розвиток читацької діяльності школярів при вивченні зарубіжної літератури. — 2000;
- Зарубіжна література: підручник для 6-го кл. — 2001 (співавтор);
- Теорія і технологія розвитку читацької діяльності старшокласників у процесі вивчення зарубіжної літератури. — 2003;
- Литература: учебник для 6-го кл. — 2006 (співавтор); (усі — Київ)[1].

## Нагороди
- Почесна грамота МОН (2004) — «за активну участь у розробленні Державного стандарту базової та повної загальної середньої освіти та вагомий внесок у розвиток національної освіти України»;
- Подяка МОН (2005) — «за вагомий внесок у становлення та розвиток Малої академії наук», (2006) — «за високий професіоналізм та значний особистий внесок у формування наукової еліти України», (2008) — «за високий професіоналізм та значний внесок у розвиток творчих, інтелектуальних здібностей учнівської молоді»;
- Нагрудний знак «Відмінник освіти України» (2007);
- Медаль НПУ імені М. П. Драгоманова «За наукові досягнення» (2009);
- Нагрудний знак «Петро Могила» (2010);
- Медаль МАНУ «200 років з дня народження Тараса Григоровича Шевченка» (2013) — «за особистий вагомий внесок у розвиток освіти, науки та культури»;
- Нагрудний знак МОН «За наукові та освітні досягнення» (2013).[2]